# (365) Corduba
(365) Corduba est un astéroïde de la ceinture principale découvert par Auguste Charlois le 21 mars 1893.